# Paul Faure
Paul Faure, född 3 februari 1878 i Périgueux, död 16 november 1960 i Paris, var en fransk politiker.
Paul Faure blev tidigt nära medarbetare till Léon Blum, både som journalist och politiker, var 1910–1932 medlem av deputeradekammaren, 1928–1938 socialistiska partiets generalsekreterare och 1936–1938 minister utan portfölj. Under många år bedrev Faure en ivrig agitation för avrustning och angrep häftigt de franska vapenindustrierna. I slutet av 1930-talet avvek han från partiledaren Léon Blums linje och förordade eftergifter gentemot de tyska och italienska diktaturerna. Faure röstade 1940 för Vichyregeringen och blev medlem av det av Philippe Pétain instiftade Nationella rådet. Utstött ur sitt parti försökte han efter andra världskriget att bilda en grupp av oberoende socialister men utan framgång.